# Линчеватель (персонаж)
Линчеватель (англ. Vigilante) — прозвище, используемое несколькими вымышленными персонажами, фигурирующих в американских комиксах издательства DC Comics. Среди известными носителями этого прозвища являются Грег Сондерс и Эдриан Чейз.
Оригинальная версия Линчевателя по имени Винсент Собел появляется в телесериале «Стрела», где его роль исполняют Клейтон Читти и Йохан Урб, а озвучивает его Мик Уингерт. Фредди Строма исполняет роль Линчевателя Эдриана Чейза в телесериале Расширенной вселенной DC «Миротворец».

## Биографии персонажей

### Грег Сондерс
Оригинальной версией Линчевателя был герой вестернов по имени Грег Сандерс (англ. Greg Sanders) (позже, в 1990-х, переименованный в «Сондерса»), который дебютировал в Action Comics #42 (ноябрь 1941). В 1942 году у Линчевателя появился друг-подросток, Парень из Чайнатауна.

### Эдриан Чейз
Эдриан Чейз (англ. Adrian Chase) впервые появился в качестве второго воплощения Линчевателя в ежегоднике The New Teen Titans #2 (август 1983) писателя Марва Вольфмана и художника Джорджа Переса. Чейз был окружным прокурором в Нью-Йорке, который вышел из-под контроля после того, как его жена и дети были убиты главарём банды.

### Алан Уэллс
Третьим человеком, примерившим на себя образ Линчевателя, был Алан Уэллс (англ. Alan Welles), коллега-судья и друг Эдриана Чейза. Впервые он появился в Vigilante #7, а позже в Vigilante #20 в качестве Линчевателя. Он тайно действовал и гораздо более жестоким образом, даже казня мелких воров. Его психическая нестабильность в конечном итоге привела к тому, что он стал стрелять в полицейских и гражданских лиц. Однако Чейз почувствовал ответственность за эту угрозу и начал долгое расследование, чтобы уничтожить Линчевателя, пока Чейз не узнал, что это был Уэллс, что вынудило Чейза убить его.

### Дэйв Уинстон
Четвёртым человеком, взявшим на себя роль Линчевателя, был Дэйв Уинстон (англ. Dave Winston), судебный пристав Эдриана Чейза. Он отказался убивать и воспользовался жестокой репутацией Линчевателя, чтобы выбивать информацию из бандитов. Он дебютировал в Vigilante #23, а затем в качестве Линчевателя в Vigilante #28. Он верил, что усилия Линчевателя были благородными и стоящими того. Когда Алан Уэллс был убит после того, как он испортил репутацию Линчевателя, Уинстон взял на себя его обязанности, полагая, что город нуждается в Линчевателе. Когда Чейз узнал о действиях Уинстона, он решил умыть руки от этого. Когда Чейз и его девушка Марша Кинг садились в самолёт, летевший в Европу, его захватили бандиты; Уинстон и Миротворец отреагировали на чрезвычайную ситуацию, но Миротворец убил Уинстона на глазах у Чейза, заставив Чейза поверить, что он не сможет избежать наследия Линчевателя.

### Патриша Трэйс
Следующим Линчевателем стала Патриша Трэйс, детектив полиции Готэм-Сити, которая объединилась с Детстроуком-Терминатором в Deathstroke the Terminator авторов Марва Вольфмана и Джорджа Переса. Трэйс нашла костюм Эдриана Чейза и переоделась в него. Она также была любовницей Детстроука. Впервые она появилась в Deathstroke the Terminator #6. В Deathstroke the Terminator #11 Пэт переодевается в форму Линчевателя. Она прошла обучение у Детстроука и вскоре начала работать в одиночку.

### Джастин Пауэлл
В конце 2005 года DC опубликовала ограниченную серию комиксов про Линчевателя, написанную автором Брюсом Джонсом и художником Беном Оливером. Личность главного героя изначально была загадкой, но, по всей видимости, это было новое воплощение персонажа.
Его звали Джастин «Джей» Саттер (англ. Justin "Jay" Sutter). Когда в детстве он столкнулся с убийцей, он создал в своём сознании вторую личность, Линчевателя.  В какой-то момент он сменил своё имя на Джастина Скотта Пауэлла (англ. Justin Scott Powell) и на подсознательном уровне стал Линчевателем. В то время как Пауэлл не знал о личности Линчевателя, Линчеватель знал о Пауэлле. В конце ограниченной серии Пауэллу удалось примирить эти две личности.
В последний раз Линчевателя видели вместе с Диким Псом и нынешним Алым мстителем на крыше во время великой битвы за Метрополис, когда он осыпал пулями близнецов Триггеров, Сумасшедших, второго Заклинателя и других в Infinite Crisis #7.

### Дориан Чейз
Последний раз Линчеватель появлялся в Nightwing #133-137. Хотя он носит костюм, похожий на костюм Эдриана Чейза, под маской он предстаёт в новом образе.
Линчеватель также появляется в Gotham Underground после его первой встречи с Найтвингом. Он показал себя грозным бойцом, но был легко побеждён Бэтменом.
После событий серии Vigilante (том 3) #1 (февраль 2009), Линчеватель впервые появляется без костюма, и его союзник Дж. Дж. называет его «Дорианом». Первоначально он действовал под именем Джо Флинна, мелкого преступника с судимостью, но позже выяснилось, что настоящий Джо Флинн мёртв. У Дориана есть технология, позволяющая подделать лицо другого человека под своё собственное, и его ассистент изменяет полицейские записи, чтобы отпечатки пальцев и ДНК указывали на его фальшивую личность. В конце первой сюжетной линии Дориан отказывается от личности Джо Флинна и начинает готовиться к тому, чтобы принять новую личность мёртвого и забытого преступника. Также в Vigilante #9 выясняется, что Дориан — брат покойного Эдриана Чейза. Мало что известно о его прошлом, но его жена мертва, а он отбывал срок в тюрьме за свою работу с мафией.
Линчеватель играет важную роль в кроссовере Юных Титанов и Титанов «Смертельная ловушка». Он намеревается убить неуравновешенного Джерико, что приводит его к конфликту с различными героями. Линчевателю удаётся выследить Джерико, но, пообещав Роуз Уилсон не убивать его, он вместо этого выкалывает глаза Джерико, чтобы помешать ему использовать свои силы.
Линчеватель несколько лет незаметно действовал в Европе, прежде чем вернуться в США и заняться преследованием местных мафиози и преступников.

### Дональд Фэйрчайлд
В мини-серии Vigilante: Southland от DC Rebirth появляется новый Линчеватель: Дональд Фэйрчайлд (англ. Donald Fairchild), бывший профессиональный баскетболист. Фэйрчайлд подрабатывает уборщиком, а по ночам борется с преступностью в Лос-Анджелесе.

## Силы и способности
Линчеватель — превосходный боец рукопашного боя, блестящий стрелок и мастер владения арканом.

## Другие версии

### Мультивселенная
До Кризиса существовали Линчеватель как с Земли-1, так и с Земли-2. Обоих звали Грег Сондерс, и они были родом со своих Земель. Линчеватель с Земли-1 впервые был показан на страницах (и обложке) номера JLA, где суперкоманда переместилась в свою классическую штаб-квартиру на орбитальном спутнике.

### Detective Comics
В [[Detective Comics #493 (август 1980) было показано, что у Грега Сондерса был племянник Майкл Картер, который тоже стал костюмированным борцом с преступностью, Удалым бандитом. Удалой бандит был создан автором номера Кэри Бёркеттом для фэнзина, который он издавал в средней школе. Бёркетт сказал, что он сделал Удалого бандита племянником Линчевателя, потому что у него не хватило места, чтобы представить всю предысторию, которую он придумал для персонажа в фэнзине.

### Kingdom Come
В серии Kingdom Come художник и писатель Алекс Росс изобразил ковбойскую версию Линчевателя, сражающегося бок о бок с металюдьми-изгоями, в виде стимпанковского киборга с рычагом-вертушкой/паровым двигателем и Гатлингом на конце.

## Вне комиксов

### Телевидение
- Версия Линчевателя Грега Сондерса появляется в мультсериале «Лига справедливости», где его озвучивают неуказанный в титрах Майкл Розенбаум в эпизоде «Спецотряд Икс» и Нейтан Филлион в эпизодах «Время охоты» и «Патриотический Акт». Эта версия является членом Лиги Справедливости.
- Версия Линчевателя Грега Сондерса появляется в мультсериале «Бэтмен: Отважный и смелый», где его озвучивает Джон ДиМаджо.
- Оригинальная версия Линчевателя Винсента Собела появляется в сериале «Стрела», где его роль исполняют Клэйтон Читти в пятом сезоне и Йохан Урб в шестом сезоне, в то время как Мик Уингерт озвучивает персонажа, когда он в костюме.[15] Эта версия персонажа является бывшим сотрудником полицейского управления Сентрал-Сити, который работал под прикрытием вместе с Диной Дрейк, с которой у него были тайные отношения. После того, как они оба были схвачены группой преступников, Собел и Дрейк подверглись воздействию тёмной материи из ускорителя частиц Харрисона Уэллса, который превратил Собела в метачеловека со способностью к самовосстановлению, хотя он считался мёртвым. Появившись четыре года спустя в качестве Линчевателя, он выслеживает и убивает преступников, прежде чем вступить в конфликт с Оливером Куином и его союзниками. После того, как он напал на члена городского совета из-за законопроекта о борьбе со мстителями, ему мешает Дрейк, которая раскрывает его личность. Собел пытается наладить свои отношения с ней, несмотря на их разные взгляды на борьбу с преступностью, но безуспешно. Из-за своей любви к Дрейк, он стал двойным агентом в преступной клике Кейдена Джеймса, чтобы информировать Дрейк и Куина об их действиях. Однако, когда его партнёры узнают о его предательстве, Собела убивает Чёрная Сирена.
- Версия Линчевателя Грега Сондерса появляется на фотографии в качестве члена Семи Солдат Победы в эпизоде «Брэйнвейв» из сериала «Старгёрл».
- Версия Линчевателя Эдриана Чейза появляется в сериале «Миротворец», где его роль исполняет Фредди Строма.[16][17]

### Кино
- Версия Линчевателя Грега Сондерса появляется в одноимённой серии фильмов, где его роль исполняет Ральф Бёрд.
- Версия Линчевателя Грега Сондерса появляется в эпизодической роли без слов в мультфильме «Лига Справедливости: Новый барьер».

### Видеоигры
Версия Линчевателя Винсента Собела появляется в качестве разблокируемого игрового персонажа в Lego DC Super-Villains в DLC DC Super-Villains TV Series.

### Прочее
Оригинальная версия Линчевателя по имени Джейк Чилл (англ. Jake Chill) появляется в Batman Beyond (том 2). Он правнучатый племянник Джо Чилла и бывший член «Тихого отряда» Дерека Пауэрса, небольшой команды охранников Wayne-Powers, которые служили личной командой Пауэрса по поиску и устрашению. Кроме того, Джейк убил Уоррена Макгинниса, отца нового Бэтмена, Терри Макгинниса. Стремясь искупить свои проступки, он использует своё охранное оборудование Wayne-Powers, чтобы стать Линчевателем, и работает бок о бок с Бэтменом, пока его не убивают Джокеры.